# Station Booitshoeke
Station Booitshoeke is een voormalige spoorweghalte langs spoorlijn 74 (Diksmuide-Nieuwpoort) in Booitshoeke, een deelgemeente van de stad Veurne.
Bij wijze van proef werd op 1 mei 1893 ongeveer halverwege station Pervijze en station Ramskapelle een eenvoudige stopplaats geopend. Er heeft nooit enig gebouw gestaan. Na de Eerste Wereldoorlog werd de stopplaats niet meer vermeld in de treingidsen.
0,0: Kaaskerke ·
5,9: Pervijze ·
7,6: Booitshoeke ·
10,1: Ramskapelle ·
13,2: Nieuwpoort-Stad ·
15,8: Nieuwpoort-Bad